# Thorsten Hoffmann
Thorsten Hoffmann (Castrop-Rauxel, Duitsland, 5 februari 1961) is een Duits politicus (CDU) uit Dortmund. Van 2015 tot 2017 was hij lid van de Duitse Bondsdag.

## Levensloop
Hoffmann was werkzaam bij de Duitse politie van 1980 tot 2014. Hij werkte onder meer bij de opsporingsdienst en als coördinator tussen de gemeenteraad en de politie in Dortmund. Hij behaalde in 1990 zijn diploma bestuurskunde.

## Politiek
In 1999 werd Hoffmann lid van de CDU. In 2009 werd hij verkozen voor de gemeenteraad van Dortmund. Bij de federale verkiezingen voor de Bondsdag in 2013 was hij kandidaat voor het kiesdistrict Dortmund I. Hij behaalde met 30,7% van de stemmen het beste resultaat ooit van een CDU-kandidaat in dit district. Van 2015 tot 2017 was hij lid van de Duitse Bondsdag.
In januari 2017 raakte Hoffmann in opspraak, doordat hij een bericht op sociale media had verspreid dat later nepnieuws bleek te zijn. De CDU plaatste hem vervolgens voor de verkiezingen in september 2017 op een onverkiesbare plaats.
Hoffmann is lid van de vaste commissie voor Binnenlandse Zaken en plaatsvervangend lid van de commissie voor de verzoekschriften.
Sedert 2019 bekleedt Hoffmann voor de regering van de deelstaat Noordrijn-Westfalen een adviseursfunctie met betrekking tot het beleid ten aanzien van de politie. Hoffmann heeft, voordat hij de politiek in ging, zelf als politieman gewerkt.